# Mistrovství Československa v krasobruslení 1975
Mistrovství Československa v krasobruslení 1975 se konalo 11. ledna a 12. ledna 1975 v Havířově.
Slavnostní zahájení proběhlo už v pátek 10. ledna večer.

## Medaile
| Kategorie      | Zlato                        | Zlato       | Stříbro                  | Stříbro     | Bronz                               | Bronz       |
| Muži           | Zdeněk Pazdírek              | 10 – 170,14 | František Pechar         | 14 – 168,45 | Miroslav Šoška                      | 18 – 166,20 |
| Ženy           | Liana Drahová                | 7 – 173,02  | Hana Knapová             | 14 – 168,50 | Cibulková                           | 21 – 161,34 |
| Sportovní páry | Ingrid Spieglová Alan Spiegl | 5 – 67,58   | Jana Blahová Luděk Feňo  | 10 – 55,78  | neobsazeno                          | -           |
| Taneční páry   | Eva Peštová Jiří Pokorný     | 5 – 100,78  | Anna Pisánská Jiří Musil | 10 – 99,74  | Liliana Řeháková Stanislav Drastich | 15 – 94,48  |

- čísla udávají celkové hodnocení, první za přednes a druhá počet bodů